# Лимерик (футбольный клуб)
«Ли́мерик» (ирл. Cumann Peile Bhaile Áth Luain) — ирландский футбольный клуб из одноимённого города. Клуб основан в 1937 году, домашняя арена команды стадион «Джекмэн Парк», вместимостью 3 000 зрителей. Клуб является двукратным чемпионом Ирландии и обладателем кубка Ирландии. Ранее клуб носил названия «Лимерик Юнайтед», «Лимерик Сити» и «Лимерик 37».
В активе клуба есть три победы в финале Кубка ирландской лиги в сезонах 1976/77, 1992/93 и 2001/02. «Лимерик» шесть раз участвовал в европейских соревнованиях, где встречался с весьма титулованными соперниками того времени, такими как мадридский «Реал» или «Саутгемптон».

## История

### Основание и ранние годы
Впервые клуб «Лимерик» заявил о себе в профессиональном футболе в начале тридцатых годов, когда районный комитет города Лимерик (LDMC) организовал ряд товарищеских матчей между профессиональными клубами, такими, как «Уотфорд» и «Брэй», и любительскими клубами Ирландии, в число которых тогда входил «Лимерик». Успешные выступления клуба послужили сигналом для комитета, и он предложил команде зарегистрировать профессиональный футбольный клуб, ведь это позволило бы попасть в местную футбольную лигу. Предложение было принято, и «Лимерик» занял место дисквалифицированного клуба «Долфинс» из Корка. 19 июля 1937 года Футбольная ассоциация города Лимерик приютила новичка и стала управлять клубом.
22 августа 1937 года ФК «Лимерик» сыграл свой первый матч. Это была встреча против «Шемрок Роверс» в рамках Кубка Дублина (этот популярный в Ирландии турнир проводился с 1930-х по 1970-е), которую «Лимерик» выиграл со счётом 1:0. Клуб закончил сезон 1937/38 на десятом месте из 12, но при этом сумел завоевать первый в своей истории трофей: в переигровке Кубка Манстера команда одолела «Корк Юнайтед». В первые сезоны своего существования игроки «Лимерика» выступали в полосатых бело-красных рубашках и белых шортах. Клубные цвета изменились в 1941 году, когда «Уотерфорд Юнайтед» вышел из лиги, а «Лимерик» приобрел их синие майки. Сине-белые цвета формы сохранились в течение последующих сорока лет.
В 1940-е годы игра «Лимерика» значительно улучшилась, клуб дважды занимал второе место в Лиге Ирландии (1943/44 и 1944/45), но после был побежден в двух полуфиналах Кубка Ирландии (1942/43 и 1946/47) и занял второе место в Кубке Лиги в сезоне 1945/46. Последний турнир был предшественником современного Кубка ирландской лиги по футболу, третьем по значимости соревнованием после чемпионата и кубка страны. «Лимерик» повторил успех 1938 года, снова завоевав Кубок Манстера в 1948/49. В чемпионате же дела совсем не клеились, до 1950-х годов команде так и не удалось завоевать заветный трофей. Первый национальный титул «Лимерик» получил в 1953 году. Более того, команде удалось выиграть ещё и Кубок Дублина в 1958/59 после победы над ФК «Драмкондра» в финале.

### Первый национальный титул и выход в Высшую лигу
«Лимерик» впервые вышел в высшую лигу в 1959 году под руководством Сонни Прайса, экс-игрока «Лимерика», «Уотерфорд Юнайтед» и «Гленторана». Хотя команда и проиграла свой последний матч 17 апреля 1960 года «Сент-Патрикс Атлетик» со счётом 2:3, ей всё равно удалось завершить соревнование на первой строчке с отрывом в два очка от ближайшего преследователя, «Корк Селтик». Если раньше в команде играли в основном местные футболисты, то сейчас преимуществом в составе обладали игроки из Дублина. Кроме них, за ФК «Лимерик» выступали пять игроков из одноимённого города, два футболиста из Корка и ряд игроков из юношеских команд.
Руководство клуба решило, что нужно собрать в команде сильных игроков из ирландских клубов. Для осуществления плана на пост главного тренера был приглашен 29-летний Эван Фентон из «Рексема». Эван начал работу в сезоне 1960/61 и сразу стал кумиром как среди игроков и руководства, так и среди фанатов. Его скромность и умение ладить с коллективом сделали его очень популярным. На посту главного тренера он добился успеха и продолжил дело Сонни Прайса, а после пригласил в команду большое количество талантливых местных игроков футбольной Лиги Ирландии.
Несмотря на это, «Лимерик» проиграл финал Кубка Ирландии в 1965 году, а затем и в 1966 году клубу «Шемрок Роверс». Команда стала обладателем кубка только в 1971 году, разгромив в переигровке «Дроэда Юнайтед» 3:0. В составе тогда блистали Энди МакЭвой, Ричи Холл, Кевин Фицпатрик, Аль Финукейн, Шон Бёрнс, Тони Мини, Джо О’Махони, Хафи Гамильтон и Пэдди Шорт. Фентон вырастил других знаменитых игроков «Лимерика», таких, как Дэсси МакНамара, Джерри МакКарти, Мик Дойл, Дик О’Коннор, Джонни Уолш, Пэт Нолан и Гер Дагган. Под руководством Эвана Фентона «Лимерик» завоевал ещё два Кубка Дублина в 1967 и 1970 годах.
Эван Фентон покинул «Лимерик» в 1967 году и стал главным тренером «Линфилда», с которым выиграл семь трофеев за три года. В начале 1970-х клуб пострадал от финансового кризиса и нестабильных выступлений, но в сезоне 1975/76 в клуб вернулся Фентон. Он представил болельщикам несколько новых молодых игроков. Особого успеха в лиге клуб не добился, но зато выиграл Кубок Лиги, обыграв в финале «Слайго Роверс» со счётом 4:0. В сезоне 1976/77 пост главного тренера занял Фрэнки Джонсон. С ним «Лимерик» проиграл финал Кубка Ирландии 0:2 клубу «Дандолк» и провально выступил в лиге.
Эойн Хэнд пришёл в клуб из «Портсмута» в сезоне 1979/80 сезон. В последней игре с «Атлон Таун» Тони Мини забил пенальти, матч завершился вничью — 1:1, но «Лимерик» всё равно выиграл лигу, всего на одно очко обогнав «Дандолк». Хэнд остался в клубе, и в 1982 году под его руководством клуб выиграл Кубок Ирландии, победив в финале «Богемианс» на Далимаунт Парк. Для Кевина Фицпатрика этот матч стал последним после 22 сезонов в клубе.

### «Лимерик Юнайтед» и «Лимерик Сити»
Клуб изменил своё название на «Лимерик Юнайтед» в 1977 году и под этим именем выиграл ирландскую лигу и кубок. Дела в клубе стали ухудшаться после победы в кубке в 1982 и в начале сезона 1983/84. «Яблоком раздора» послужило право руководства клубом. Битва за собственность продолжалась в течение восьми недель, даже проведение футбольных матчей на это время было приостановлено. Решение в итоге было принято судом в пользу Пэт Грейс. Пэт изменил не только название клуба (на «Лимерик Сити»), но и клубные цвета — с сине-белого на белый, жёлтый и зелёный. «Лимерик Сити» в первом же сезоне своего существования выиграл возрождённый Кубок Лиги и Кубок Манстера. Изменения коснулись и стадиона, клуб переехал с Маркетс Филд на новое поле в парке Хоган в начале сезона 1984/85. Это решение не было одобрено фанатами, поэтому переезд привёл к сокращению фан-сектора. В сезоне 1985/86 ирландская лига впервые была разделена на два дивизиона — Высшую Лигу и первый дивизион. Именно тогда «Лимерик Сити» был предоставлен статус участника Высшей Лиги Ирландии.
В 1987 году Билли Гамильтон стал играющим тренером клуба. Гамильтон был звездой в качестве игрока «Бернли» и «Оксфорд Юнайтед» и играл в двух финалах чемпионата мира за сборную Северной Ирландии. В «Лимерик Сити» он провел всего два сезона, и за это время высшим достижением клуба стало третье место в таблице во второй год его работы. Один трофей клуб с ним всё же выиграл, это был Кубок Манстера в 1988 году. Билли ушёл в отставку в сентябре 1989 года, а вскоре клуб покинул и владелец, Пэт Грейс. Клуб вернул прежнее название и клубные цвета, а Джо Янг стал новым председателем.

### 1990—2005
«Лимерик» впервые вылетел из лиги в сезон 1990/91, тогда он проиграл ещё и Кубок Лиги, уступив в финале «Дерри Сити». Сэм Эллардайс был назначен играющим тренером в сезоне 1991/92 и сразу же вернул клубу место в высшей лиге. Эллардайс оставался на посту только один сезон, но за это время забил три мяча в 23 матчах. После этого Сэм был приглашен на пост главного тренера в «Престон Норт Энд». Без него «Лимерик» в следующем сезоне финишировал шестым и выиграл Кубок Лиги, победив «Сент-Патрикс Атлетик» в финале. Следующий сезон стал настоящим провалом: клуб вылетел из высшей лиги.
Клуб преследовали финансовые проблемы, средств на владение полем в парке Хоган не хватало, поэтому он нуждался в новом поле. «Лимерик» вынужден был обратиться к местной команде «Пайк Роверс» с целью аренды поля на сезон 2000/01. Джо Янг покинул пост председателя и нового председателя, на его место пришёл Дэнни Дрю. Он вернул команде поле и выделил средства для того, чтобы вернуть клубу былую славу. В сезоне 2001/02 дела пошли в гору, клуб добился победы в финале Кубке Лиги над «Дерри Сити», но в течение нескольких последующих сезонов серьёзных улучшений в игре не произошло.

## Достижения
- Чемпион Ирландии (2): 1959/60, 1979/80
- Обладатель Кубка Ирландии (2): 1971, 1982
- Обладатель Кубка Ирландской лиги (3): 1975/76, 1992/93, 2001/02
- Обладатель Трофея Ирландской лиги (1): 1953/54

## Выступления в еврокубках
| Сезон   | Турнир          | Раунд |                           | Клуб         | Счёт     |
| ------- | --------------- | ----- | ------------------------- | ------------ | -------- |
| 1960/61 | Кубок чемпионов | 1Р    | Флаг Швейцарии            | Янг Бойз     | 0:5, 2:4 |
| 1965/66 | Кубок кубков    | 1Р    | Флаг Болгарии (1948—1967) | ЦСКА (София) | 1:2, 0:2 |
| 1971/72 | Кубок кубков    | 1Р    | Флаг Италии (1946—2003)   | Торино       | 0:1, 0:4 |
| 1980/81 | Кубок чемпионов | 1Р    | Флаг Испании (1977—1981)  | Реал Мадрид  | 1:2, 1:5 |
| 1981/82 | Кубок УЕФА      | 1Р    | Флаг Англии               | Саутгемптон  | 0:3, 1:1 |
| 1982/83 | Кубок кубков    | 1Р    | Флаг Нидерландов          | АЗ           | 1:1, 0:1 |